# 東京女学館短期大学
東京女学館短期大学（とうきょうじょがっかんたんきだいがく、英語: Tokyo Jogakkan Junior College）は、東京都町田市鶴間1105に本部を置いていた日本の私立大学である。1956年に設置され、2003年に廃止された。

## 概要

### 大学全体
- 東京都町田市に所在した日本の私立短期大学で、設置主体は学校法人東京女学館[1]。
- 1954年に設置された東京女学館高等学校の専攻科を源流とし、1956年に短期大学として開学[2]。当初は小学校・中学校・高等学校と同一の広尾（羽沢）のキャンパスであったが[注 1]、1978年度に短期大学のみ南町田キャンパスに移転した。学科は、文科のみの単科短期大学であったが[4]、1995年に2学科体制となった[注 2]。
- 2000年度の入学生を最後に[注釈 3]、短期大学としての使命を終える[8]。

### 建学の精神（校訓・理念・学是）
- 東京女学館短期大学における建学の精神は「知性豊かな気品のある婦人の養成。

### 教育および研究
- 短期大学の設置から40年近く文科として、日本文化・欧米文化・情報社会をベースとした専門教育が行われてきた。1995年度に2学科に改組されてからは、日本文化・欧米文化については国際文化学科、情報社会を情報社会学科において新に教育が行われるようになった[9]。

### 学風および特色
- 東京女学館の前身である女子教育奨励会は、伊藤博文を創立委員長、北白川宮能久親王を会長として発足し、「諸外国の人々と対等に交際できる国際性を備えた、知性豊かな気品ある女性の育成」を目標とした。[10]。
- 1996年度より海外語学研修が行われていた[11]。

## 沿革
- 1886年
  - 日本初の内閣総理大臣である伊藤博文を創立委員長として、女子教育奨励会創立委員会が発足される[12]。
- 1887年
  - 北白川宮能久親王を会長として、女子教育奨励会が発足される。
- 1888年
  - 女子教育奨励会が東京女学館を設立（雲州屋敷）。
- 1923年
  - 9月1日 関東大震災により虎の門校舎が全焼する。宮内省により渋谷羽沢の地を貸与される。
- 1951年
  - 2月26日 学校法人東京女学館の設立が認可される[13]。
- 1954年
  - 4月1日 東京女学館高等学校に専攻科を置く。
- 1956年
  - 3月1日 左記を以て文部省[注 4]より短期大学の設置が認可される[注 5]。
  - 4月1日 東京女学館短期大学が以下の学科体制にて開学する。
    - 文科 入学定員40名[16]
- 1958年
  - 5月1日 学生数[17]/定員
    - 文科 123[注釈 4]/80
- 1959年
  - 4月1日 文科の入学定員を40→80に増員[18]。
  - 5月1日 学生数[19]/定員
    - 文科 168[注釈 4]/120
- 1978年
  - 4月1日 町田市の南町田キャンパスに移転[20]。
- 1979年
  - 4月1日 文科の入学定員を80[21]→160に増員[22]。
  - 5月1日 学生数[23]/定員
    - 文科 490[注釈 4]/240
- 1986年
  - 4月1日 文科の入学定員を160[24]→240[25]に臨時増員する[注 6]。
  - 5月1日 学生数[28]/定員
    - 文科 482[注釈 4]/400
- 1992年
  - 5月1日 学生数[注 7]/定員
    - 文科 556[注釈 4]/480
- 1995年
  - 4月1日 文科を以下の2学科に改組する[31]。
    - 国際文化学科 入学総定員150名
    - 情報社会学科 入学総定員90名

  - 5月1日 学生数[32]/定員
    - 国際文化学科 165[注釈 4]/150
    - 情報社会学科 87[注釈 4]/90
      - 文科 264[注釈 4]/240
- 1997年
  - 12月16日 左記をもって正式に旧来の文科を廃止とする[33]。
- 1999年
  - 5月1日 学生数[34]/定員
    - 国際文化学科 357[注釈 4]/300
    - 情報社会学科 219[注釈 4]/180
- 2000年
  - 4月1日 この年度をもって募集を終了[注釈 3]。
- 2003年
  - 9月30日 左記をもって正式に廃止となる[8]。

## 基礎データ

### 所在地
- 東京都町田市鶴間1105[注釈 1]

### 象徴
- 東京女学館短期大学のカレッジマークは右記資料を参照[36]。

## 教育および研究

### 組織

#### 学科
- 国際文化学科 入学定員は150名[注釈 5]
- 情報社会学科 入学定員は90名[注釈 5]

#### 専攻科
- なし

#### 別科
- なし

#### 取得資格について
- 中学校教諭二種免許状の課程が設けられていた。国際文化学科および情報社会学科の前身である文科に設けられていた[38]。
  - 国語：日本文化コース
  - 英語：欧米文化コース
  - 社会：情報社会コース

#### 附属機関
- 学術資料館

### 研究
- 『東京女学館短期大学紀要』[注釈 2]

## 学生生活

### 部活動・クラブ活動・サークル活動
- 東京女学館短期大学で活動していたクラブ活動[40]
  - 体育系：ゴルフ・水泳・スキー・スケート・テニス・馬術・バスケットボール・競技ダンス・ラクロス・バレーボール・日本舞踊・卓球・アウトドアほか
  - 文化系：華道・軽音楽・茶道・箏曲・陶芸・放送・料理・マンドリン・写真・園芸・合唱・音楽ほか

### 学園祭
- 東京女学館短期大学の学園祭は、広尾キャンパス時代は中・高と同時に開催され、南町田キャンパスに移転後は「秋麗祭」として独自開催した[41]。また、同窓会組織である「白菊会」によるバザーなどが催された。

## 大学関係者と組織

### 大学関係者組織
- 東京女学館短期大学の同窓会は「白菊会」と称し、前身である東京女学館の1891年に創立された。第二次世界大戦で一時期空白になるも、1952年に再発足される[42]。

### 大学関係者一覧
歴代学長
- 辻本芳郎

#### 教員
- 井上光貞：専攻科時代の教員。
- 田村幸策
- 深作安文
- 秋山謙蔵
- 高階順治：東大名誉教授の高階秀爾は長男にあたる。
- 石上七鞘
- 樋口清之
- 加藤千恵：元千葉商科大学・千葉短期大学名誉学長である加藤寛の娘にあたる。

#### 出身者
- 角ゆり子（女優）
- 大石恵（女優・キャスター）
- 夏目雅子（女優） - 中途退学[43]
- 渡辺容子（作家。1996年に江戸川乱歩賞を受賞。）
- 畑野智美（作家）

## 施設

### キャンパス
- 1971年12月1日に同窓会館が設置される。
- 1993年 交友会館が竣工される。
- 1994年 三思館（総合学習センター）が創立される。

### 寮
- なし

## 対外関係

### 系列校
- 東京女学館小学校
- 東京女学館中学校・高等学校

## 卒業後の進路について

### 編入学・進学実績
- 国際文化学科：桜美林大学・共立女子大学・恵泉女学園大学・駒澤大学・実践女子大学・白百合女子大学・玉川大学・帝京大学・東京家政学院大学・武蔵工業大学（現東京都市大学）・明治大学・明星大学・相模女子大学・フェリス女学院大学・横浜商科大学ほか
- 情報社会学科：川村学園女子大学・文京学院大学・淑徳大学・昭和女子大学・専修大学・大東文化大学・東海大学・法政大学・明治学院大学・産業能率大学・立命館大学ほか